# Eliseu Moura
Eliseu Barroso de Carvalho Moura, mais conhecido como Eliseu Moura (Oeiras, 4 de dezembro de 1952) é um engenheiro, pecuarista e político brasileiro. Ele foi deputado federal (1995–2007) e prefeito de Pirapemas (2009–2012).